# غلاف تمام فلزی (مهمات)

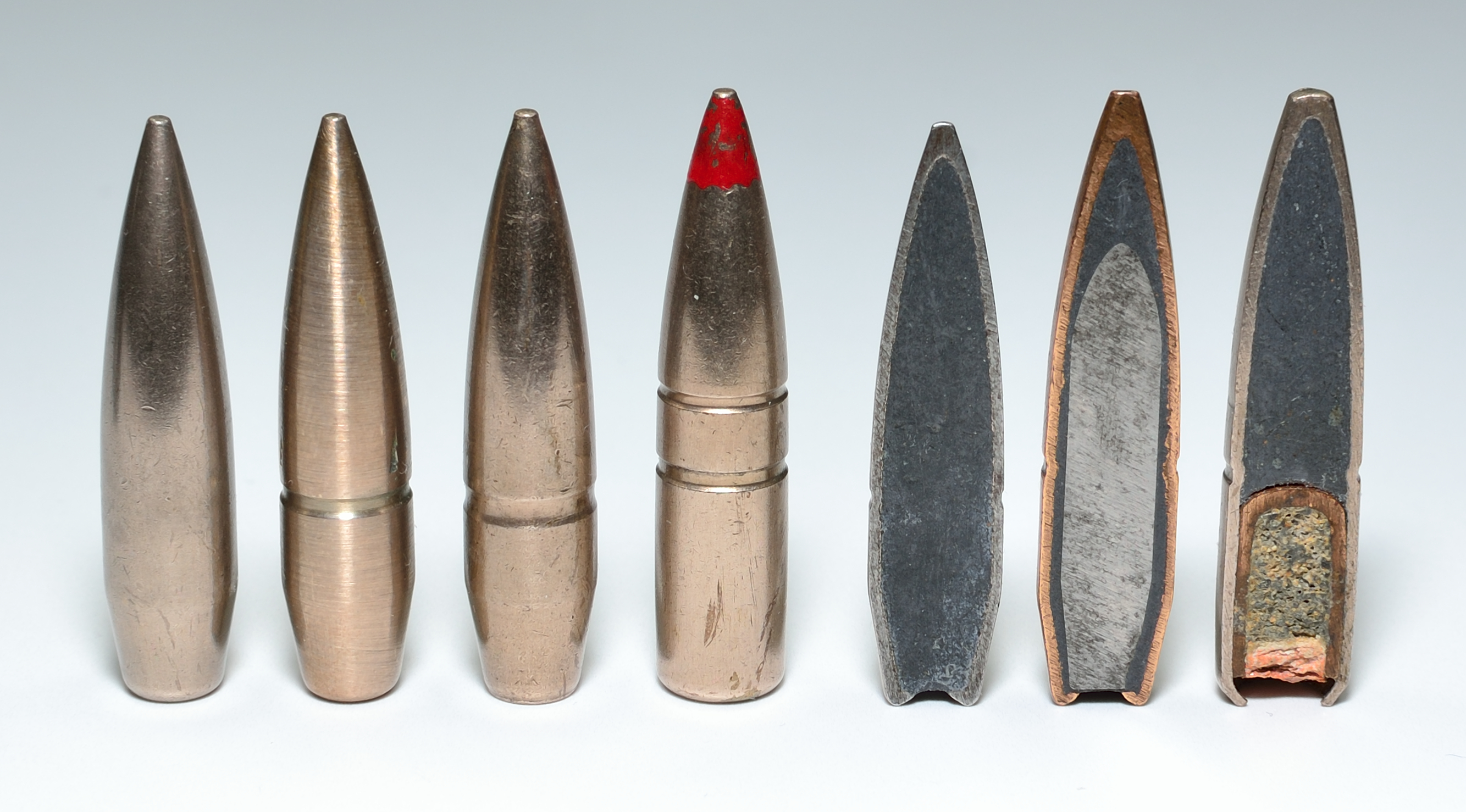
۳ گلولهٔ برش خورده به ترتیب از چپ به راست: گلوله معمولی غلاف تمام فلزی، گلوله ضدزره و گلوله رسام

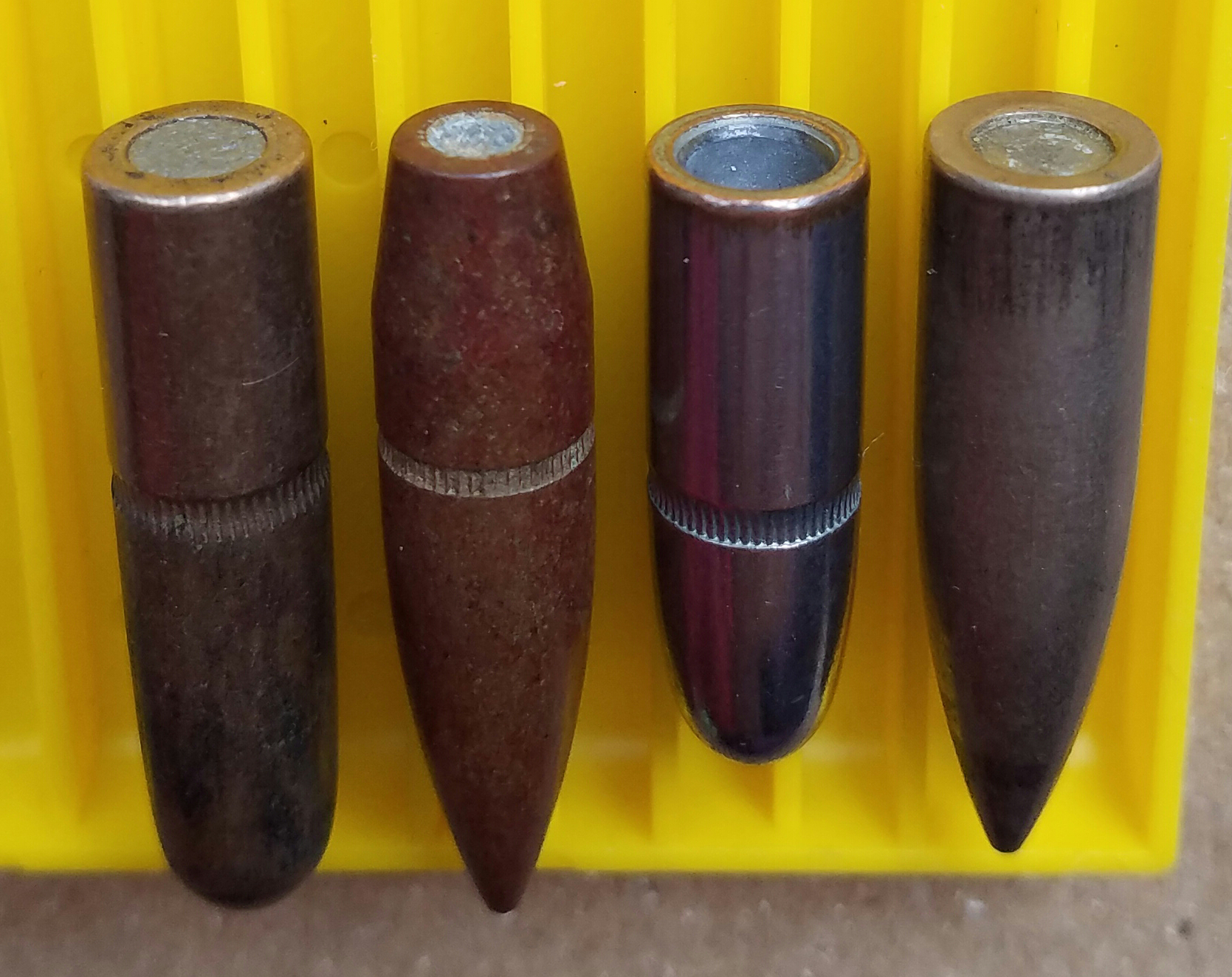
این گلوله‌های غلاف تمام فلزی با کالیبر ۳۰. (۷٫۶۲ میلی‌متر) دهانه‌های معمولی غلاف را نشان می‌دهند که هسته آلیاژ سرب را روی پایه گلوله نشان می‌دهد تا نشان دهد که یک غلاف کامل فلزی ممکن است به‌طور کامل هسته را در بر نگیرد.

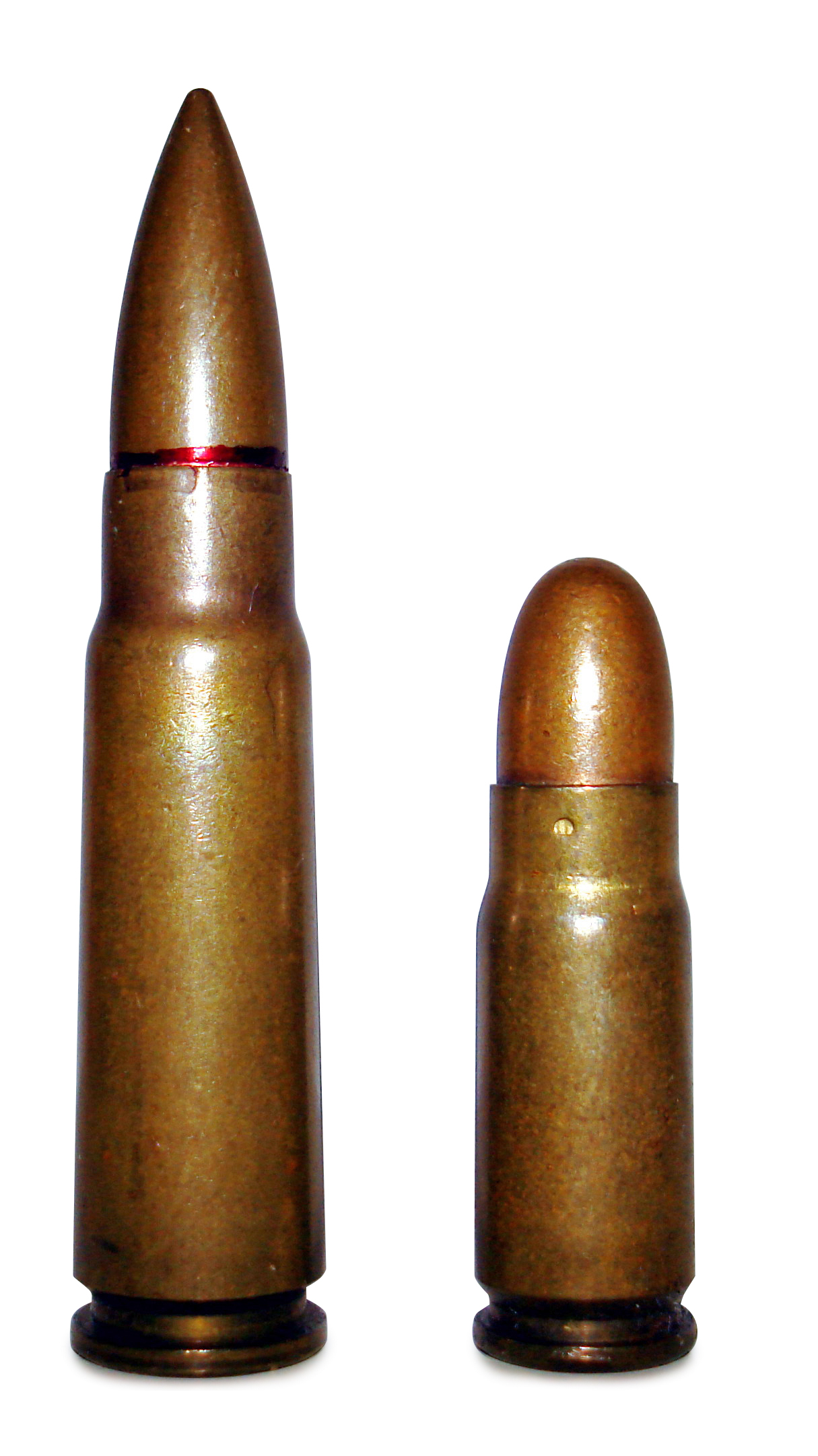
نمونه‌هایی از گلوله‌های FMJ در شکل‌های معمول خود: نوک تیز (" اسپیتزر ") در تفنگ ۷٫۶۲×۳۹ میلی‌متری و دماغه گرد پر شده در فشنگ‌های تپانچه ۷٫۶۲×۲۵ میلی‌متری.

یک گلوله با غلاف تمام فلزی (FMJ) یک گلوله برای سلاح کوچک است که از یک هسته نرم (اغلب سربی) که در یک پوسته بیرونی ("غلاف") از فلز سخت‌تر، مانند فلز طلاکاری، کوپرونیکل، یا یک آلیاژ فولاد که کمتر متداول است، تشکیل شده است. غلاف گلوله معمولاً سرعت دهانه بالاتری نسبت به سرب خالی می‌دهد بدون اینکه مقدار قابل توجهی فلز در لوله سلاح رسوب کند. همچنین از آسیب رسیدن به لوله سلاح بخاطر هسته فولاد سخت یا مواد سوراخ کننده زره جلوگیری می‌کند.
این گلوله در سال ۱۸۸۲ توسط سرهنگ سوئیسی، ادوارد روبین اختراع شد. زمانی که او برای کارخانه و مرکز تحقیقات فدرال مهمات سوئیس که مهمات برای ارتش سوئیس تولید می‌کرد، کار می‌کرد.
استفاده از غلاف تمام فلزی در مهمات نظامی تا حدی به دلیل نیاز به بهبود ویژگی‌های تغذیه در سلاح‌های کوچک بود که از مکانیزم مکانیکی داخلی برای بارگیری فشنگ استفاده می‌کردند در مقابل سلاح‌های گرم دستی که بارگیری مجدد استفاده می‌کردند، به وجود آمد. فلز سخت‌تر مورد استفاده در غلاف گلوله نسبت به سرب که نرم‌تر بود، در معرض تغییر شکل کمتری بود که باعث بهبود تغذیه می‌شد. این همچنین به گلوله‌ها اجازه می‌دهد تا سرعت‌های بسیار بالاتر که ناشی از کاهش کالیبر بود را تحمل کند.
گاهی تصور می‌شود که استفاده نظامی از مهمات FMJ نتیجه اعلامیه III، کنوانسیون لاهه ۱۸۹۹ است، که استفاده از گلوله‌هایی است که به راحتی در بدن منبسط یا صاف می‌شوند را در جنگ بین‌المللی ممنوع کرده است. با این حال، گلوله‌های غلاف‌دار توسط اکثر نظامیان اروپایی در اواخر دهه ۱۸۸۰ و اوایل دهه ۱۸۹۰، حدود یک دهه قبل از کنوانسیون لاهه، مورد استفاده قرار گرفته است.

## ویژگی‌های ضربه
بر اساس طراحی، پرتابه‌های کاملاً غلاف‌دار ظرفیت کمتری برای انبساط پس از تماس با هدف نسبت به پرتابه‌های نقطه توخالی دارند. در حالی که این می‌تواند در هنگام درگیری با اهداف در پشت پوشش یک مزیت باشد، اما همچنین می‌تواند یک نقطه ضعف باشد زیرا گلوله FMJ ممکن است به‌طور کامل در یک هدف نفوذ کند و منجر به زخمی شدن با شدت کمتر و احتمالاً نتواند هدف را از کار بیندازد. علاوه بر این، پرتابه ای که به‌طور کامل از یک هدف عبور می‌کند می‌تواند باعث آسیب جانبی ناخواسته در پشت هدف شود.